# 神生 (つくばみらい市)
神生（かんのう）は、茨城県つくばみらい市にある地名。郵便番号は300-2312。
　

## 概要
つくばみらい市の東部に位置する。地域内は住宅が点在し、牛久沼との境付近に農地がある他は、森林等の自然の多く残る地域である。前までは当地域に行くには道路等の交通インフラも決して良いとは言えない状況であったが、旧伊奈町が総合福祉施設「きらくやまふれあいの丘」を開館した結果、旧伊奈町の福祉の拠点として道路が整備され、地域内まで町のバスが走るようになった。つくばみらい市となった現在も、旧谷和原村に当たる古川の谷和原保健福祉センターと共に市の福祉の重要拠点である。
東は東栗山・龍ケ崎市庄兵衛新田町、西は戸茂、戸崎、武兵衛新田、南は伊丹・足高、北は野堀と接している。

## 世帯数と人口
2017年（平成29年）8月1日現在の世帯数と人口は以下の通りである。
| 大字 | 世帯数 | 人口  |
| ---- | ------ | ----- |
| 神生 | 76世帯 | 212人 |

## 交通
つくばみらい市コミュニティバス｢みらい号｣が地域内を走っている。
コミュニティバス
地域内には「神生東」、「きらくやまふれあいの丘」、「神生」の3つの停留所がある。
| 系統 | 主要経由地                                        | 行先           | 運行会社 |
| --- | ------------------------------------------------- | -------------- | -------- |
| 東（右） | 板橋小学校前、伊奈庁舎・伊奈東中央・紫峰ヶ丘5丁目 | 循環みらい平駅 | ■関鉄    |
| 東（左） | 板橋小学校前・狸穴入口・伊奈東中央・紫峰ヶ丘5丁目 | 循環みらい平駅 | ■関鉄    |
| 南（右） | 谷井田中央・伊奈庁舎・守谷駅東口・高波            | 循環みらい平駅 | ■関鉄    |
| 南（左） | ワープステーション江戸・板橋小学校前・小張・高波  | 循環みらい平駅 | ■関鉄    |
| 備考 - 循環は循環路線 - 東（右）は、つくばみらい市コミュニティバスの系統。東は東ルート、（右）は右回りを意味する。 |                                                   |                |          |

## 小・中学校の学区
市立小・中学校に通う場合、学区は以下の通りとなる。
| 番地 | 小学校                   | 中学校                       |
| ---- | ------------------------ | ---------------------------- |
| 全域 | つくばみらい市立東小学校 | つくばみらい市立伊奈東中学校 |

## 施設
- つくばみらい市総合福祉施設きらくやまふれあいの丘
  - すこやか福祉館
    - つくばみらい市社会福祉協議会本所

  - 世代ふれあい館
- 神生公民館
- 正覚山正信寺